# Флейшман, Мартин
Мартин Флейшман (29 марта 1927 года, Карловы Вары, Чехия, Чехословакия — 3 августа 2012 года, Тисбери, Уилтшир, Англия, Великобритания) — британский электрохимик. 23 марта 1989 года Флейшман совместно со Стенли Понсом объявил об исследовании реакции холодного ядерного синтеза. Сообщение об этом вызвало сенсацию в средствах массовой информации, но воспроизвести результаты другие исследователи не смогли.

## Биография
Родился в Карловых Варах в 1927 году. Его отец Ханс Флейшман (1889—1939) был адвокатом, а мать — Маргарита Флейшман (1899—1985) — дочерью высокопоставленного австрийского гражданского чиновника. Поскольку Ханс Флейшман имел еврейское происхождение, чтобы избежать нацистских преследований, семья оставила собственный замок и переехала в Нидерланды, а затем в Англию в 1938 году. Вскоре после переезда отец Флейшмана скончался. Мартин некоторое время жил с матерью в арендованном коттедже в Растингтоне (Суссекс). Начальное образование он получил в средней школе Уортинг для мальчиков.
Во время Второй мировой войны служил в «Чешской группе по подготовке лётчиков военно-воздушных сил» (создана в Англии в 1943 году). После окончания службы Мартин переехал в Лондон, чтобы получить степень бакалавра по химии и поступить в аспирантуру в Имперском колледже Лондона. Его диссертация была посвящена диффузии электрогенерированного водорода через палладиевую фольгу.
В 1951 году Флейшман получил степень доктора наук. Будучи студентом, встретил Шейлу, свою будущую жену, с которой затем прожил в браке 62 года.

## Карьера

### Электрохимия (1950-е — 1983)
Профессиональная карьера Флейшмана была сосредоточена почти исключительно на фундаментальной электрохимии. Мартин продолжал преподавать в Даремском университете, который в 1963 году стал вновь созданным Ньюкаслским университетом.
В 1967 году Флейшман стал профессором электрохимии в Саутгемптонском университете, работая на кафедре химии Фарадея. С 1970 по 1972 год Мартин был избран президентом Международного общества электрохимиков.
В 1973 году вместе с Патриком Джей Хендрой и Эй Джеймсом Маккуильяном он сыграл важную роль в открытии эффекта поверхностного рамановского рассеяния (SERS), за которое Саутгемптонскому университету был присуждён почётный знак Королевского химического общества 2013 года.
В 1980-х годах Флейшман разработал ультрамикроэлектрод.
В 1979 году Лондонским королевским обществом он был награждён медалью по электрохимии и термодинамике.
В 1982 году Флейшман ушёл из Университета Саутгемптона, а в 1983 году оставил преподавание. В этом же году им было получено звание почётного профессора в Саутгемптонском университете, а в 1985 году премия «Olin Palladium» от электрохимического общества. В 1986 году Флейшман был избран в Лондонское королевское общество.

### Стипендии, призы и награды
- Президент Международного общества электрохимии (1970—1972)[14][15];
- Медаль электрохимии и термодинамики Королевского химического общества (1979)[15];
- Член Лондонского королевского общества (1986)[14][15];
- Премия Olin Palladium Электрохимического общества (1986)[16].

### Холодный ядерный синтез (1983—1992)
Флейшман признался Стэнли Понсу, что он, возможно, нашёл то, что, по его мнению, было способом создания ядерного синтеза при комнатной температуре. С 1983 по 1989 год он и Понс потратили 100 000 долларов на самофинансируемые эксперименты в Университете Юты. Флейшман хотел опубликовать статью сначала в журнале с сомнительной репутацией и обсуждал с командой, которая делала аналогичную работу в другом университете, возможность совместной публикации. Детали неизвестны, но, похоже, университет Юты хотел установить приоритет над открытием и его патентами путем публичного объявления перед публикацией. В интервью передаче «60 минут» 19 апреля 2009 года Флейшман сказал, что публичное заявление было идеей университета, а сам он сожалеет об этом. Это решение впоследствии вызвало серьёзную критику Флейшмана и Понса и было воспринято как нарушение обычного порядка публикации научных результатов.
23 марта 1989 года на пресс-конференции было объявлено о получении «устойчивой реакции ядерного синтеза», которая была названа прессой холодным ядерным синтезом — результат, который ранее считался недостижимым. 26 марта Флейшман предупредил в «The Wall Street Journal», чтобы другие не повторяли попыток, пока не появится публикация через две недели в «Journal of Electroanalytical Chemistry». Но это не остановило сотни ученых, которые уже начали работать в своих лабораториях в тот момент, когда они услышали об этом в новостях, и чаще всего они не смогли воспроизвести эффекты. Те, кто не смог воспроизвести результаты, критиковали авторов за мошенническую, неряшливую и неэтичную работу, неполные, невоспроизводимые и неточные результаты и ошибочные интерпретации. Когда статья была опубликована, как электрохимики, так и физики назвали её «неряшливой» и «неинформативной». Было также сказано, что если бы Флейшман и Понс дождались публикации своей статьи, большинство проблем можно было бы избежать. Флейшманн и Понс подали в суд на итальянского журналиста, который опубликовал очень жёсткую критику против них. Однако судья отверг иск, сказав, что критика была уместна, учитывая поведение учёных, отсутствие доказательств со времени первого объявления, отсутствие интереса, проявляемого научным сообществом и что критика является выражением «права на журналистское сообщение».
В 2009 году Майкл Маккубре из своей попытки повторить «эффект Флейшмана-Понса» сделал вывод, что существует «производство тепла, соответствующее ядерной, но не химической энергии или известному эффекту хранения решетки». Это было продолжением работы, выполненной в 1990—1994 год на исследовательском полигоне ВМФ США Чайна-Лейк.

### Поздние годы (1992—2012)
В 1992 году Флейшман и Понс переехали во Францию, чтобы продолжить свою работу в лаборатории «IMRA» (часть «Technova Corporation», дочерней компании Toyota). Однако в 1995 году Флейшман ушёл в отставку и вернулся в Англию. Он был соавтором исследователей из ВМС США и итальянских национальных лабораторий («INFN» и «ENEA») дальнейших работ по проблемам холодного ядерного синтеза. В марте 2006 года подразделение «Solar Energy Limited» «D2Fusion Inc» объявило в пресс-релизе, что Флейшман, которому на тот момент было 79, будет выступать в качестве старшего научного руководителя.

## Смерть
Флейшман умер дома 3 августа 2012 года в Тисбери (Уилтшир) по естественным причинам. Он страдал болезнью Паркинсона, диабетом и сердечными заболеваниями. У него остались сын Николас и дочери Ванесса и Шарлотта.

## Научное наследие
Возглавляя кафедру электрохимии Фарадея, Мартин Флейшман и Грэхем Хиллз создали в конце 1960-х годов ныне известную группу исследования электрохимии в Саутгемптонском университете. Флейшманн подготовил более 272 научных работ и глав книг в области электрохимии. Его вклад в фундаментальную теорию:
- Конструкция потенциостата;
- микроэлектроды;
- Электрохимическое зарождение;
- Рамановская спектроскопия с поверхностным усилением;
- Методы рентгенографии на месте;
- Органическая электрохимия;
- Электрохимическая инженерия;
- Биологические электроды;
- Коррозия.

## Рецензируемые статьи по теме «Холодный ядерный синтез»
- Fleischmann, Martin; Pons, Stanley; Anderson, Mark W.; Li, Lian Jun; Hawkins, Marvin. Calorimetry of the palladium-deuterium-heavy water system (англ.) // Journal of Electroanalytical Chemistry[англ.] : journal. — 1990. — Vol. 287, no. 2. — P. 293—348. — doi:10.1016/0022-0728(90)80009-U.
- Fleischmann, Martin; Pons, Stanley. Some Comments on The Paper 'Analysis of Experiments on The Calorimetry of LiOD-D2O Electrochemical Cells,' R.H. Wilson et al., Journal of Electroanalytical Chemistry, Vol. 332, (1992) (англ.) // Journal of Electroanalytical Chemistry[англ.] : journal. — 1992. — Vol. 332. — P. 33—53. — doi:10.1016/0022-0728(92)80339-6.
- Fleischmann, Martin; Pons, S. Calorimetry of the Pd-D2O system: from simplicity via complications to simplicity (англ.) // Physics Letters A : journal. — 1993. — Vol. 176, no. 1—2. — P. 118—129. — doi:10.1016/0375-9601(93)90327-V. — Bibcode: 1993PhLA..176..118F.